# Heart (L'Arc-en-Ciel)
Heart è il quinto album del gruppo giapponese dei L'Arc~en~Ciel. È stato pubblicato il 25 febbraio 1998 dalla Ki/oon Records, ed ha raggiunto la prima posizione della classifica Oricon, rimanendo in classifica per sessantadue settimane e vendendo 1 551 490 copie.

## Tracce
1. Loreley - 5:58
2. Winter Fall - 4:53
3. Singin' in the Rain - 4:34
4. Shout at the Devil - 3:57
5. Niji (Album Version) (虹) - 5:07
6. Birth! - 4:16
7. Promised Land - 4:29
8. Fate - 5:41
9. Milky Way - 4:28
10. Anata (あなた) - 5:15